# Liste von Autoren/J

## Ja
Edmond Jabès (1912–1991), FR
Eberhard Jäckel (1929–2017), D
Lisa Jackson (* 1952), US
Shirley Jackson (1916–1965), US
Heinrich Eduard Jacob (1889–1967), D/US
Ernst Jacobi (1933–2022), D
Uwe Jacobi (1939–2020), D
Ludwig Jacobowski (1868–1900), D
A. J. Jacobs (* 1968), US
Emil Jacobsen (1836–1911), D
Jens Peter Jacobsen (1847–1885), DK
Howard Jacobson (* 1942), GB
Russell Jacoby (* 1945), US
Brian Jacques (1939–2011), GB
Norbert Jacques (1880–1954), LU/D
Urs Jaeggi (1931–2021), CH/D
Rona Jaffe (1931–2005), US
Markus Jäger (* 1976), AU
Willigis Jäger (1925–2020), D
Annamarie Jagose (* 1965), Neuseeland
Moritz Jahn (1884–1979), D
Harald Jähner (* 1953), D
Hans Henny Jahnn (1894–1959), D
John Jakes (1932–2023), US
Karl-Heinz Jakobs (1929–2015), D
Roman Jakobson (1896–1982), RU
Henry James (1843–1916), US
P. D. James (1920–2014), GB
Ernst Jandl (1925–2000), AT
Sabrina Janesch (* 1985), D
Hans Janitschek (1934–2008), AT
Martin Jankowski (* 1965), D
Arthur Janov (1924–2017), US
Franz Janowitz (1892–1917)
Hans Jansen (1942–2015), NL
Peter W. Jansen (1930–2008), D
Tove Jansson (1914–2001), FI
Elisabeth von Janstein (1891–1944)
Bengt Janus (1921–1988), DK
Marlies Janz (1942–2020), D
Lisa Jardine (1944–2015), GB
Gerhard Jaschke (1949–2025), AT
Karla Jay (* 1947), US

## Je
Johann Christian Jeckel (1672–1737)
Sheila Jeffreys (1948)
Margarete Jehn (1935–2021)
Elfriede Jelinek (1946)
Oskar Jellinek (1886–1949)
Tahar Ben Jelloun (1944)
Mirko Jelusich (1886–1969)
N. K. Jemisin (1972)
Alexis Jenni (1963)
Gary Jennings (1928–1999)
Zoë Jenny (1974)
Ina Jens (1880–1945)
Inge Jens (1927–2021)
Tilman Jens (1954–2020)
Walter Jens (1923–2013)
Axel Jensen (1932–2003)
Johannes Vilhelm Jensen (1873–1950)
Marcus Jensen (1967)
Wilhelm Jensen (1837–1911)
Louis Jent (1936–2014)
Jeon Gyeong-rin (1962)
Oskar Jerschke (1861–1928)
Wolfgang Jeschke (1936–2015)
Bernhard Jessen (1886–1909)
Sergei Jessenin (1895–1925)
K. W. Jeter (1950)

## Ji
Juan Ramón Jiménez (1881–1958), ES
Reinhard Jirgl (* 1953), D

## Jo
Jürgen Joedicke (1925–2015), D
Johannes Secundus (1511–1536), NL
Johannes von Tepl (ca. 1350–1414)
Albrecht von Johansdorf (12./13. Jh.)
Warren Johansson (1934–1994), US
Iris Johansen (* 1938), US
Antonius John (1922–2016), D
Adam Johnson (* 1967), US
B. S. Johnson (1933–1973), GB
David K. Johnson (* 1962), US
Denis Johnson (1949–2017), US
Dominic Johnson (* 1966), D
Fenton Johnson (1888–1958), USA
Fenton Johnson (* 1953), USA
Toby Johnson (* 1945), USA
Uwe Johnson (1934–1984), D
Fred Johnston (* 1951), IRL
Jennifer Johnston (1930–2025), IRL
Jill Johnston (1929–2010), USA
Hanns Johst (1890–1978), D
Anna Maria Jokl (1911–2001), AT/IL
Anna Jonas (1944–2013), D
Ernest Jones (1879–1958), GB
Mal Lewis Jones GB
Jong Chan (* 1953), ROK
Gert Jonke (1946–2009), AT
Thierry Jonquet (1954–2009), FR
Neil Jordan (* 1950), IRL
Wilhelm Jordan (1819–1904), D
Brenda Joyce (* 1954), US
Graham Joyce (1954–2014), GB
James Joyce (1882–1941), IRL
Stanislaus Joyce (1884–1955), IRL

## Ju
William Quan Judge (1851–1896)
Tony Judt (1948–2010)
Arnim Juhre (1925–2015)
C. G. Jung (1875–1961)
Ernst F. Jung (1910–†)
Franz Jung (1888–1963)
Johann Heinrich Jung (gen. Jung-Stilling) (1740–1817)
Rudolf Jung (1907–1972)
Michael Jungblut (1937–2020)
Eberhard Jüngel (1934–2021)
Ernst Jünger (1895–1998)
Friedrich Georg Jünger (1898–1977)
Robert Jungk (1913–1994)
Horst Jüssen (1941–2008)